# Tỉnh (Bayern)

7 tỉnh của Bayern

Tỉnh (Bezirk) tại Bayern là tầng hành chánh tự quản lý cấp ba trên xã (cấp 1) và huyện (cấp hai).

## Sự khác biệt với vùng hành chánh (Regierungsbezirk)
Các tỉnh là những bộ phận tự quản lý (Selbstverwaltungskörperschaft), do nhiều huyện nhập lại. Các huyện của một tỉnh cũng thuộc một vùng hành chính (Regierungsbezirk) cùng tên, thuộc quyền hạn của chính phủ vùng hành chính (Bezirksregierung) là một cơ quan nhà nước trung cấp (staatlicher Mittelbehörde). Ở Bayern cơ quan quản lý tỉnh (Bezirksverwaltung) và vùng hành chính chính phủ là 2 bộ phận riêng biệt.

## 7 tỉnh tại Bayern
| Vị trí | Huy hiệu | Vùng hành chánh | Chính phủ               | Thủ phủ    | AGS | Viết tắt | Diện tích km² | Số dân (31. Dez. 2010) | Số dân mỗi km² |
| ------ | -------- | --------------- | ----------------------- | ---------- | --- | -------- | ------------- | ---------------------- | -------------- |
|        |          | Oberbayern      | Chính phủ Oberbayern    | München    | 091 | OB       | 17.529,63     | 4.382.325              | 250            |
|        |          | Niederbayern    | Chính phủ Niederbayern  | Landshut   | 092 | NB       | 10.329,91     | 1.189.384              | 115            |
|        |          | Oberpfalz       | Chính phủ Oberpfalz     | Regensburg | 093 | OPf.     | 9.691,03      | 1.081.120              | 112            |
|        |          | Oberfranken     | Chính phủ Oberfranken   | Bayreuth   | 094 | Ofr.     | 7.231,00      | 1.071.306              | 148            |
|        |          | Mittelfranken   | Chính phủ Mittelfranken | Ansbach    | 095 | Mfr.     | 7.244,85      | 1.711.566              | 236            |
|        |          | Unterfranken    | Chính phủ Unterfranken  | Würzburg   | 096 | Ufr.     | 8.530,99      | 1.318.076              | 155            |
|        |          | Schwaben        | Chính phủ Schwaben      | Augsburg   | 097 | Schw.    | 9.992,03      | 1.784.919              | 179            |
|        |          | Bayern          | Chính phủ Bayern        | München    | 09  | BY       | 70.549,44     | 12.538.696             | 178            |

## Bộ phận
Các bộ phận của tỉnh là cơ quan đại biểu tỉnh (Bezirkstag), hội đồng tỉnh (Bezirksausschuss) và chủ tịch cơ quan đại biểu tỉnh (Art. 21 Bezirksordnung - BezO).